# Ugerevyen Danmark 4-5-6-8-9-10-11-12-13-14-19-23-24
|  | Denne artikel er oprettet af botten Steenthbot ud fra en ekstern database. Den kan derfor have sproglige fejl eller mangler. Denne skabelon kan fjernes efter kontrol af indholdet. |

Ugerevyen Danmark 4-5-6-8-9-10-11-12-13-14-19-23-24 er en dansk dokumentarisk optagelse fra 1918.

## Handling
1) Mærkelige ting sker i Bagsværd! Fra optagelsen af Nordisk Films "Himmelskibet" med Holger-Madsen som instruktør. 2) Fattigmands brændsel. Drenge samler kulstykker på vejen. 3) Ak ja! Det er ikke så nemt at følge med i alle de nye indskrænkninger. 4) Aftenstemning I : Først på måneden. Aftenstemning II: Sidst på måneden. 5) En moderne tragedie. 6) Husvildebarakkerne på Amager. 7) Kul fiskes op af Gasværkshavnen. 8) Fra fangelejren ved Hald. Sårede og syge tyske og østrig-ungarske krigsfanger på skovtur. Lejren ved sommertid og om vinteren. 9) Der høstes kartofler. 10) Petroleumskontoret belejres. 11) Spejderoptog. 12) Atter er der en livsfornødenhed, der slipper op! Ved den sidste snaps. 13) De siger spækhøkeren har fået smør fra landet! 14) Dr. phil. Edvard Brandes, som fyldte 70 år 21. oktober 1917. 15) Vore egne krigere! Kongeveryen ved Linaa 6. oktober 1917. 16) En kartoffelmark til 500 kr. pr. kvadratalen. 17) Messingsuppe - søndagskoncert på Kastellet. 18) Dagligt liv! En københavnsk husmor, der har været ude at hamstre. 19) Fra Universitetets årsfest 15. november 1917. 20) Indvielsen af den tekniske skole. 21) Alt må udnyttes! Militæret kører kvas hjem. 22) Fionia losser Te og Ris. 23) Firbenede ambulancesoldater. Sanitetshundeopvisning. 24) De arbejdsløses store demonstration på Grønttorvet 9. januar 1918. En stor menneskemængde med plakater bevæger sig fra Grønttorvet og gennem Købehavns gader til Rigsdagsbygningen. 25) Kampen for at få fat i 50 gram te. 26) Træauktion i Frederiksberg Have d. 2. Marts 1918. 27) Den russiske Bolshevik-Regerings ny gesandt i København: Forfatteren A. Garin. 28) I den ellevte Time: Folk afleverer Selvangivelsen til Skattevæsenet d. 31. Jan. 1918. 29) Skøjteløb paa Fuglesangssøen i Dyrehaven 17. Febr. 1918. 30) Syndikalisternes Friluftsmøde i Fælledparken d. 24. Febr. 1918. 31) Københavns frivillige Korps samlede til Øvelser i Egnen omkring Søborg. 32) Kendte politikere: C.Th. Zahle og Th. Stauning. 33) Kendte politikere: Hassing-Jørgensen og A.C. Meyer. 34) Kendte politikere. 35) Kendte politikere. 36) Kendte politikere.

## Medvirkende
- Holger-Madsen
- Gunnar Tolnæs
- Lilly Jacobsson